# Isle of Beauty, Isle of Splendour
Isle of Beauty, Isle of Splendour este imnul național din Dominica.